# Католицизм в Дании

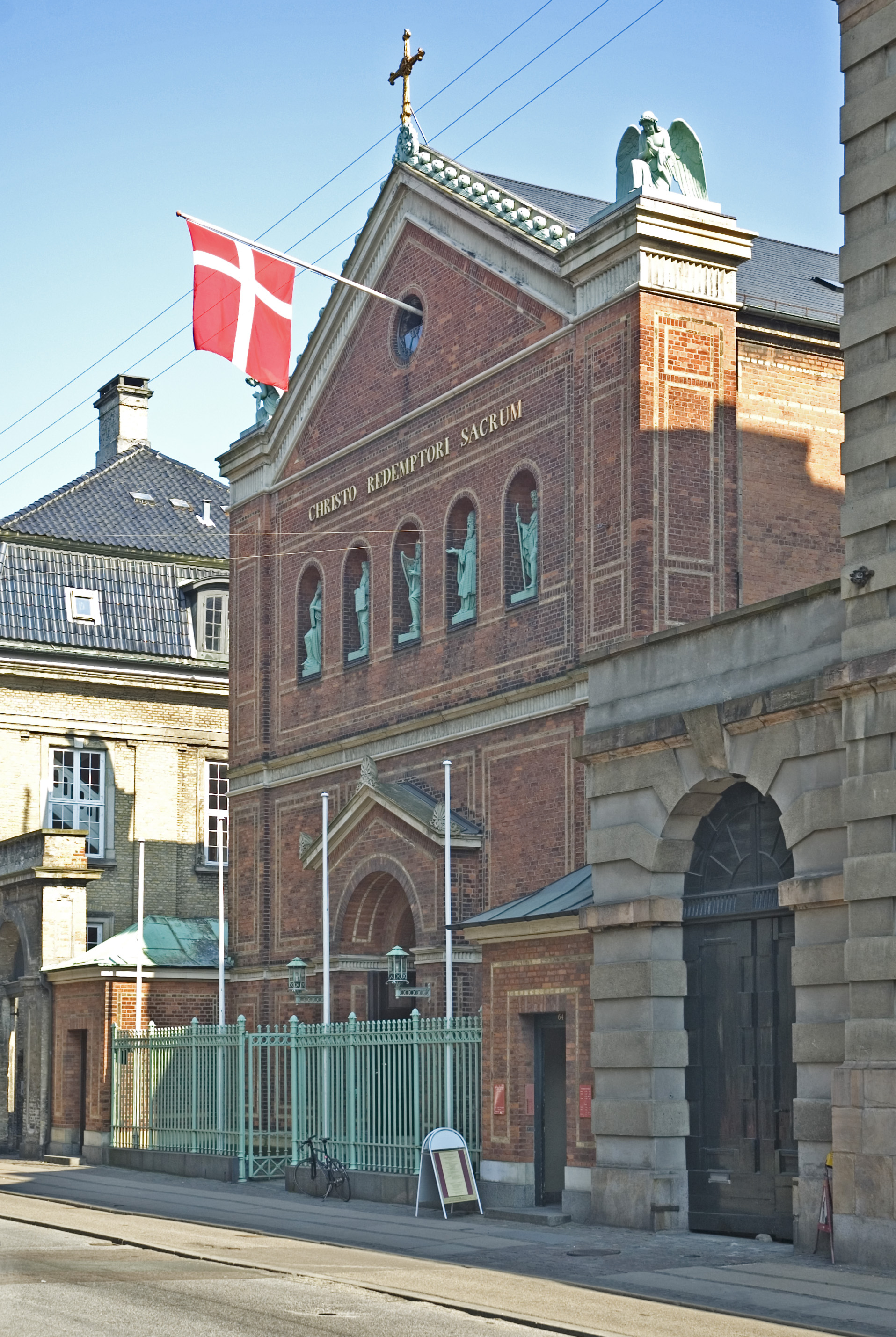
Кафедральный собор Святого Ансгара в Копенгагене

Католицизм в Дании. Католическая церковь Дании — часть всемирной Католической церкви.
Католическое население страны составляет существенное меньшинство, большинство датчан принадлежит к лютеранской Церкви Датского Народа. Под данным сайта www.catholic-hierarchy.org число католиков в Дании на 2016 год составляло 44 тысячи человек (0,8 % населения). В связи с немногочисленностью католических приходов, они объединены в одну епархию Копенгагена, которая не входит в состав какой-либо митрополии и подчиняется напрямую Святому Престолу.

## История
Первые попытки христианизации Дании относятся к началу VIII века (миссия епископа Виллиброрда). Первые существенные успехи в деле распространения христианства связаны с именем «апостола севера» Ансгара (IX век). После принятия в 965 году христианства королём Харальдом Синезубым на территории современной Дании функционировали епархии Хедебю, Рибе, Орхуса и Оденсе, которые однако были подчинены Гамбургско-Бременскому архиепископству.

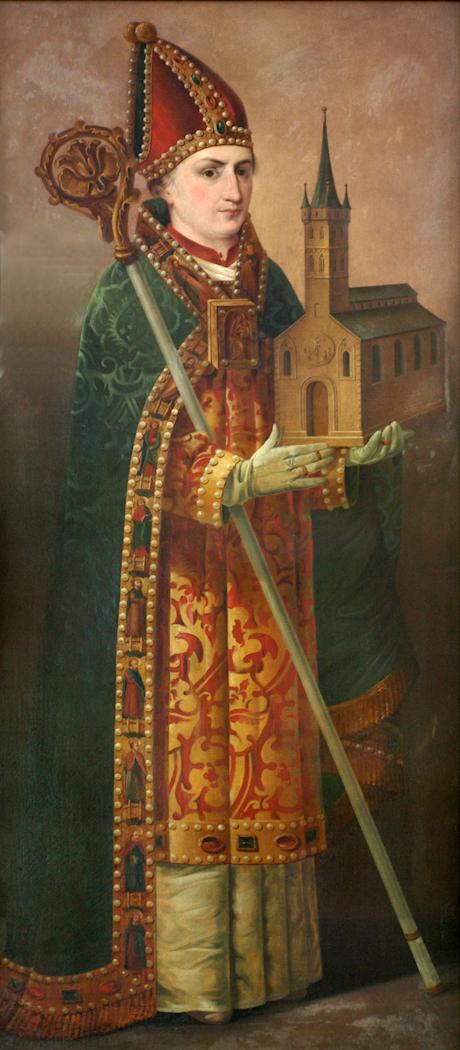
Святой Ансгар, покровитель страны

При короле Свене Эстридсене (1047—1074) процесс христианизации страны был в целом завершён, основан ещё ряд епархий. В 1104 году папа Пасхалий II создал национальную датскую церковную структуру, датские епархии были выведены из подчинения Гамбургу-Бремену и переподчинены преобразованной в архиепархию епархии Лунда (ныне в Швеции). Большой вклад в укрепление церковной власти в Дании внесли первые три архиепископа Лунда — Ассер, Эскиль и, особенно, Абсалон. Последний, помимо того, что способствовал строительству большого числа новых церквей и монастырей и распространению деятельности цистерцианцев, августинцев и прочих монашеских орденов, обладал значительной светской властью и был главным советником короля.
В XIII веке церковная и королевская власть в стране вступили в открытый конфликт, что привело к заточению архиепископов Эрландсена и Гранда и упадку власти церкви. В XIV веке конфликт был преодолён, однако с этого времени церковь всё более и более зависела от государства.
После начала Реформации в стране постепенно возрастало влияние лютеранства. В 1527 году король Фредерик I уравнял католиков и лютеран в правах. Десятью годами позже был введён устав Датской церкви, разработанный сподвижником Лютера Иоганном Бугенхагеном, что ознаменовало окончательный разрыв с Римом. Свобода совести была отменена, католицизм запрещён. Закон 1569 года о надзоре за иммигрантами жёстко пресекал любое проникновение в страну католических миссионеров, а закон 1624 года прямо запрещал появление в Дании католических священников под угрозой смертной казни. После окончания Тридцатилетней войны этот закон был слегка смягчён, католическим священникам разрешалось служить капелланами при посольствах католических стран, но для датчан обращение в католичество означало полное лишение прав и высылку из страны. В частности за переход в католичество из Дании был изгнан известный учёный Нильс Стенсен.
Свобода вероисповедания в стране была восстановлена в 1849 году после принятия демократической конституции и перехода к конституционной монархии. В 1869 году была учреждена апостольская префектура Дании, Исландии и Фарерских островов, в 1892 году она была преобразована в апостольский викариат. В 1883 году в Дании насчитывалось около 3 тысяч католиков, в 1920 около 15 тысяч, к 1938 году число католиков достигло 22 тысяч. Рост католической общины шёл как за счёт перешедших в католичество датчан, так и за счёт притока польских эмигрантов.

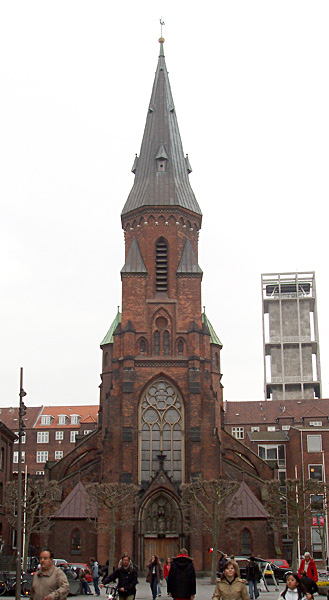
Церковь Пресвятой Девы Марии в Орхусе

29 апреля 1953 года апостольский викариат был преобразован в епархию Копенгагена, которая включает в себя кроме всей территории собственно Дании, также Гренландию и Фарерские острова. В 1989 году страну посещал с визитом папа Иоанн Павел II.

## Современное состояние
Католическая церковь в Дании организационно объединена в епархию Копенгагена. По данным на 2016 год в стране насчитывалось 44 428 католиков, 67 священников, 33 монаха, из них 28 иеромонахов), 98 монахинь и 45 приходов. Епархию с 1995 года возглавляет Чеслав Козон. Кафедральный собор епархии — собор Святого Ансгара в Копенгагене, освящённый в честь святого Ансгара, считающегося святым покровителем страны.
Епископ Копенгагена входит в состав Конференции католических епископов Скандинавии, куда кроме него входят епископы Финляндии, Исландии, Норвегии и Швеции.
Верующие украинского происхождения греко-католического вероисповедания относятся к Германо-Скандинавскому экзархату УГКЦ с центром в Германии.